# Крессер, Фредерик
Фредерик Крессер (англ. Frederick Cresser; март 1872, Германия — не ранее 1904, неизвестно) — американский гребец, чемпион летних Олимпийских игр 1904.
На Играх 1904 в Сент-Луисе Крессер участвовал только в соревнованиях восьмёрок. Его команда заняла первое место с результатом 7:50,0 и выиграла золотые медали.